# Leopoldo Cintra Frías

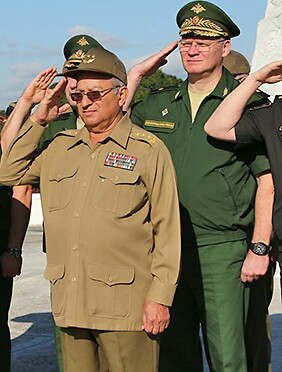
Leopoldo Cintra Frías (2015)

Leopoldo Cintra Frías (* 17. Juli 1941 in Yara, Provinz Oriente) ist ein kubanischer Politiker der Kommunistischen Partei Kubas PCC (Partido Comunista de Cuba) und Korpsgeneral der Revolutionären Streitkräfte (Fuerzas Armadas Revolucionarias). Von 2011 bis 2021 war er Verteidigungsminister im Ministerrat Kubas.

## Leben
Cintra Frías wuchs auf dem Landgut seines Vaters auf und engagierte sich in der Jugendvereinigung der Hoffnung der Brüderlichkeit AJEF (Agrupación de Jóvenes Esperanza de la Fraternidad), einer Jugendorganisation der Freimaurerei. Mitte der 1950er Jahre schloss er sich dem Widerstand gegen den diktatorisch regierenden Präsidenten Fulgencio Batista in der Sierra Maestra an und trat im November 1957 als Sechzehnjähriger in die Revolutionsarmee (Ejército Rebelde), in der er in bis Januar 1958 zur Gruppe um Crescencio Pérez gehörte. Nach dem zweiten Gefecht von Pino del Agua wurde er Kämpfer in der von Pepín Quiala geführten 1. Kolonne (Columna Nº1 „José Martí“), die zuvor von Frank País zur Unterstützung der Truppen in der Sierra Maestra entsandt wurde. Bald darauf wurde er selbst Chef der 1. Kolonne und unterstand in der Endphase der Kubanischen Revolution dem direkten Befehl von Fidel Castro. Diesem folgte er auf dem Marsch nach Havanna, der sogenannten „Karawane der Befreiung“ (La Caravana de la Libertad) und wurde zunächst zum Leutnant sowie kurz darauf von Castro zum Hauptmann befördert.
Nach dem Sturz Batistas und dem Sieg der Revolution absolvierte Cintra Frías einen Lehrgang für Artillerie und Panzerfahrer in der Tschechoslowakei sowie danach einen Kurs an der Hochschule der Revolutionären Streitkräfte (Escuela Superior de las Fuerzas Armadas Revolucionarias). 1965 gehörte er zu den Mitgründern der Kommunistischen Partei Kubas PCC (Partido Comunista de Cuba). In der Folgezeit fungierte er als Chef der Terrestrischen Artilleriebrigade 1900 in Caimito und danach als Chef der Motorisierten Infanteriedivision, ehe er Chef der Artillerieabteilung des Generalstabes wurde und zwischen 1975 und 1976 bei der Invasion in Angola sowie während des Südafrikanischen Grenzkrieges Chef der Südfront der Truppenverbände im südlichen Afrika war. 1976 wurde er Mitglied der Nationalversammlung der Volksmacht (Asamblea Nacional del Poder Popular) und fungierte 1978 während des Äthiopischen Bürgerkrieges als Chef der in Äthiopien eingesetzten 3. Panzerbrigade.
1982 war Cintra Frías Absolvent der Militärakademie des Generalstabs der Streitkräfte der UdSSR „K. J. Woroschilow“ und danach Chef der Panzerdivision. Im Januar/Februar 1988 war er als Chef der kubanischen Militärdivision verantwortlich für die verschiedenen Kampfhandlungen bei der Schlacht bei Cuito Cuanavale im Südafrikanischen Grenzkrieg sowie der dortigen Offensive an der Südostfront in Angola. Nach seiner Rückkehr nach Kuba wurde ihm 1989 der Titel eines Helden der Republik Kuba (Héroe de la República de Cuba) verliehen. Danach wurde er 1990 Chef der Ostarmee (Ejército Oriental). Auf dem IV. Parteikongress 1991 in Santiago de Cuba wurde er Mitglied des Zentralkomitees (ZK) sowie des Politbüros des ZK der PCC. 2001 erfolgte seine Beförderung zum Korpsgeneral (General de Cuerpo de Ejército).
Im Oktober 2008 wurde Korpsgeneral Cintra Frías Erster Vizeminister für Verteidigung (Viceministro Primero de las Fuerzas Armadas Revolucionarias). Nach dem Tode von Julio Casas Regueiro am 3. September 2011 übernahm er zunächst kommissarisch sowie am 8. November 2011 offiziell als dessen Nachfolger den Posten als Verteidigungsminister (Ministro de las Fuerzas Armadas Revolucionarias). Dort wurde er am 15. April 2021 Durch Álvaro López Miera ersetzt.

## Weblink
- Biografie auf der Homepage der Asamblea Nacional del Poder Popular